# Girolamo Bardi (Philosoph)
Girolamo Bardi (* 7. März 1603 in Rapallo; † nach 1667 in Rom) war ein italienischer Philosoph, Theologe, Anatom und Mediziner, ebenso wie Arzt.

## Leben und Werk
Girolamo Bardi wurde als Sohn des Giovanni Bardi und der Lucrezia Della Torre geboren, die aus Genua stammten. Als er 12 Jahre alt war, zog seine Familie von dort nach Parma, wo er Medizin studierte. In Parma wurde er zudem Schüler von Nicolò Cabeo, der Philosophie lehrte. 1619 trat er dem Jesuitenorden bei, doch musste er aus gesundheitlichen Gründen nach sechs Jahren wieder ausscheiden. In Genua nahm er ein Theologiestudium auf und schloss sein Medizinstudium ab.
Auf Fürsprache der Erzbischöfe von Pisa und Siena, Giuliano de’ Medici und Ascanio Piccolomini, wurde er 1633 als Lektor für aristotelische und platonische Philosophie als Nachfolger von Iacopo Mazzoni nach Pisa berufen. 1634 wurde er zum Magister extraordinarius philosophiae ernannt. In dieser Zeit dürften die nicht publizierten Schriften In Aristotelis Metheora, In Platonis Timeum und Vestigium libertatis philosophiae entstanden sein.
Parallel zu seinen philosophischen Bemühungen besuchte er die Medizinschule des Rodrigo De Castro, der später zur Zielscheibe für kleine polemische Schriften aus der Feder von Bardi wurde, und des Giulio Guastavini, ebenso wie Anatomie bei Giovanni Battista Ruschi, die allesamt am Ateneo pisano lehrten. Bardi korrespondierte mit Galileo Galilei, den er verehrte und unterstützte.
1635 verließ er Pisa und ging nach Ligurien, ob wegen Konflikten innerhalb des Ateneo pisano, worauf ein Brief an Galilei vom 26. Oktober 1635 hindeutet, ist unklar. Bardi wohnte in Genua und in Rapallo, wo er sich der Abfassung seiner beiden anspruchsvollsten Werke widmete, nämlich seinem Traktat über die  iatrochimica in fünf Bänden, für das 1653 Domenico Panaroli, Professor für Anatomie und Medizin an der Sapienza in Rom, den prospetto anlegte, mit dem Titel Hieronymi Bardi D. S. iatro-philoeuchymici theatrum naturae iatrochymicae rationalis. Opus dogmaticum theorico-practicum; quo quidquid in universo naturae ambitu medicarum continetur facultatum, ob oculos curiosi, et novztatum amatoris, et melioris medicinae studiosi exponitur. Das zweite Werk, gewidmet der medicina sacra, der geistlichen Medizin, das Bardi 1643 unter dem Titel Medicus politico [sic] catholicus seu medicinae sacrae tum cognoscendae tum faciendae idea, Hieronymi Bardi... industria delineata drucken ließ, wurde noch 1644 nachgedruckt. In Rom publizierte er 1659 eine Schrift über den hl. Francesco Saverio, die er Papst Alexander VII. widmete, und wofür er eine Pension von 50 Scudi erhielt.
Nachdem sein Vater gestorben war, ging Bardi 1651 nach Rom, wo er als Arzt arbeitete. Noch 1667 lebte er dort, doch danach erscheint er nicht mehr in den Quellen.

## Werke (Auswahl)
- Hieronymi Bardi Genuensis prolusio philosophica habita in pisarum celeberrimo Athaeneo XI. mensis novembris MDCXXXIII, Pisa 1634. (Digitalisat)
- Medicus politico catholicus seu medicinae sacrae tum cognoscendae tum faciendae idea, Hieronymi Bardi Genven. Philosophi, Medici, ac Theologi, iam tum in Pisano Ataeneo Aristotelicae, & Platonicae Philosophiae Professoris industria delineata, Rom 1643, Nachdruck 1644. (Digitalisat)
- Ode in laudem Sereniss. Lucae Iustiniani Ducis Rei.publicae Genuensis electi anno MDCXLIV, Genua 1646.
- Hieronymi Bardi D. S. iatro-philoeuchymici theatrum naturae iatrochymicae rationalis. Opus dogmaticum theorico-practicum; quo quidquid in universo naturae ambitu medicarum continetur facultatum, ob oculos curiosi, et novztatum amatoris, et melioris medicinae studiosi exponitur, 5 Bde., Rom 1653.
- Xaverius peregrinus a Hieronymo Bardi iatro-theologo pede pari et impari descriptus, Rom 1659. (Digitalisat)
- Pellegrino moribondo ovvero divozione da praticarsi per ottenere una santa morte con l'intercessione di S. Francesco Saverio Apostolo dell'India, Rom 1663.